# Ordres de grandeur de fréquence
Pour des articles plus généraux, voir ordre de grandeur et fréquence.
La fréquence est une grandeur physique qui caractérise de nombreux phénomènes. Les plus parlants sont les fréquences sonores, qui ont en particulier une échelle propre, les notes de musique, et les fréquences des ondes électromagnétiques, qui incluent la lumière, les ondes radio, et bien d'autres choses.
Les ordres de grandeur pour les fréquences prennent leurs exemples dans ces deux domaines, et, pour les fréquences qui sont des fractions du hertz, dans des phénomènes périodiques en astronomie.

## Spectre électromagnétique
Il est utile de donner les ordres de grandeurs de la fréquence des grands domaines du spectre électromagnétique séparément.
Le tableau qui suit est un résumé du spectre des fréquences électromagnétiques, donnant les grands domaines. Sont donnés les équivalents en longueur (longueur d'onde, c/ω), l'énergie d'un photon, en eV (0,414 × 10-14 eV/Hz), soit aussi l'accroissement maximum du potentiel d'un électron qui absorbe le photon ; l'énergie d'une mole de photons, en joules (4 × 10-8 J/Hz) et la température du corps noir dont c'est le pic de transmission (0,967  × 10-11 K/Hz).
| Fréquence                     | Longueur d'onde      | Énergie d'un photon (eV) | Énergie d'une mole | Température         | Domaine             |
| ----------------------------- | -------------------- | ------------------------ | ------------------ | ------------------- | ------------------- |
| 150 kHz - 3 GHz               | 10 cm - 2 km         | 0,67 neV à 12 µeV        | 0,006 J à 12 J     | 1,5 µK à 0,3 K      | Radio               |
| 3 GHz - 300 GHz               | 1 mm - 10 cm         | 12 µeV à 1,2 meV         | 12 J à 1 200 J     | 0,3 K à 30 K        | Micro-onde et radar |
| 300 GHz - 4,3 × 1014 Hz       | 0,7 µm à 1 000 µm    | 1,2 meV à 1,7 eV         | 1,2 kJ à 1,7 MJ    | 30 K à 6 760 K      | Infrarouge          |
| 4,3 × 1014 Hz à 7,5 × 1014 Hz | De 400 nm à 700 nm   | 1,7 à 3 eV               | 1,7 à 3 MJ         | 6 760 K à 7 250 K   | Lumière visible     |
| 7,5 × 1014 Hz à 3 × 1017 Hz   | De 10 nm à 400 nm    | 3 eV à 120 eV            | 3 MJ à 120 MJ      | 7 250 K à 300 000 K | Ultraviolet         |
| 3 × 1017 Hz à 3 × 1019 Hz     | De 10-11 m à 10-8 m  | 120 eV à 120 keV         | 120 MJ à 120 GJ    | 0,3 MK à 300 MK     | Rayon X             |
| 3 × 1019 Hz à 3 × 1022 Hz     | De 10-14 m à 10-11 m | 120 keV à 120 MeV        | 120 GJ à 120 TJ    | 300 MK à 3 × 1011 K | Rayon γ             |
| > 3 × 1022 Hz                 | < 10-14 m            | > 120 MeV                | > 120 TJ           | > 3 × 1011 K        | Rayon γ cosmiques   |

La masse d'un électron étant de 0,5 MeV, une fréquence supérieure à 2 × 1020 Hz (0,2 ZHz) correspond à un photon susceptible de se transformer en une paire électron/positon.
Des photons à 20 GeV, soit de fréquence 5 × 1024 Hz (ou 5 YHz) ont été détectés en provenance de sources lointaines.

## Ordre de grandeurs des fréquences
Différents exemples sont donnés, par tranche de 1/30 à 30 fois une fréquence centrale.

### 10–9Hz, 1 nHz, 0,03 nHz à 30 nHz
Saturne tourne autour du Soleil à un rythme de 1,08 nHz.
L'espace-temps bourdonne à des fréquences de l'ordre du nanohertz, en raison de la fusion de trous noirs supermassifs,,.

### 10-6Hz, 1 µHz, 0,03 µHz à 30 µHz
La Terre tourne autour du Soleil à 0,0317 µHz.
La Terre tourne sur elle-même à 11,6 µHz.

### 10-3Hz, 1 mHz, 0,03 mHz à 30 mHz
L'aiguille des heures d'une montre tourne à un rythme de 0,28 mHz.

### 100Hz, 1 Hz, 0,03 Hz à 30 Hz
La fréquence approximative du taux respiratoire au repos d'un adulte est de 0,25 Hz
Un tempo de 60 battements par minute (60 bpm) correspond à une fréquence de 1 Hz.
Un pendule de 25 centimètres oscille à 1 Hz.
Un sprinter fait osciller ses jambes à un rythme d'environ 4 Hz.
La rotation d'un moteur automobile au ralenti est de 10 Hz (équivalent à 600 tr/min).

### 103Hz, 1 kHz, 0,03 kHz à 30 kHz
Le domaine des fréquences acoustiques perceptibles par l'homme est de 0,02 kHz à 20 kHz.
Le courant alternatif standard électromagnétique est de 50 Hz ou 60 Hz (50 Hz pour les courants alternatifs européens ou 60 Hz pour les courants alternatifs américains).
La rotation d'un moteur automobile dans le rouge est de 100 Hz (équivalent à 6 000 tr/min).
La note de musique do (au milieu du piano) est de 261,626 Hz.
La note de musique la, qui sert à accorder les instruments d'un orchestre est de 440 Hz.

### 106Hz, 1 MHz, 0,03 MHz à 30 MHz
L'écholocation des cétacés ou des chauves-souris utilise des ondes acoustiques de 0,02 MHz à 0,2 MHz
L'échographie utilise des ondes acoustiques de 2 à 40 MHz.
Gamme des fréquences acoustiques de résonance dans les solides, comme les quartz.
Les émissions radio AM, dites « ondes courtes » sont dans la gamme de fréquence allant de 530 kHz à 1,710 MHz
La fréquence de l'horloge interne du premier microprocesseur commercialisé, l'Intel 4004 (1971) était de 740 kHz
Les fréquences des horloges internes des premiers ordinateurs domestiques des années 70 à 80 étaient dans la gamme 1 MHz à 8 MHz.

### 109Hz, 1 GHz, 0,03 GHz à 30 GHz
Ondes radio utilisées pour la transmission des signaux FM (vers 0,1 GHz), télévision (0,5 à 0,8 GHz), télécommunications cellulaires (0,9 et 1,9 GHz), avec les satellites...
La fréquence de l'émission de l'hydrogène à 21 cm est de 1,4 GHz.
La fréquence des fours à micro-ondes, des réseaux sans fils et des téléphones portables (depuis 1998) est de 2,4 GHz.
La fréquence de l'horloge interne du Pentium 4 "Prescott" (en 2005) est de 3,8 GHz
La fréquence des téléphones portables mis sur le marché en 2003.

### 1012Hz, 1 THz, 0,03 THz à 30 THz
Le pic central de la fréquence des photons du rayonnement cosmique est de 0,16 THz.

### 1015Hz, 1 PHz, 0,03 PHz à 30 PHz
Nos yeux sont sensibles à des fréquences lumineuses entre 0,43 PHz (rouge) et 0,75 PHz (bleu).
De 0,75 Phz à 30 PHz - radiations ultraviolettes.

### 1018Hz, 1 EHz, 0,03 EHz à 30 EHz
De 0,03 EHz à 30 EHz - rayon X

### 1021Hz, 1 ZHz, 0,03 ZHz à 30 ZHz
De 0,03 ZHz à 3 ZHz - rayons gamma

### 1043Hz
La plus haute fréquence possible est la fréquence de Planck ωP, égale à 1,854 9 × 1043 Hz (avec une erreur relative de l'ordre de 10−4).

## Fréquences plus basses
- Une fois par minute : environ 16,667 mHz
- Une fois par heure : environ 277,8 µHz
- Quotidien : environ 11,57 µHz
- Hebdomadaire : environ 1,653 µHz
- Mensuel : environ 380,5 nHz
- Annuel : environ 31,71 nHz
- Une fois par décennie : environ 3,171 nHz
- Une fois par génération : environ 1 nHz
- Une fois par siècle : environ 317,1 pHz
- Une fois par millénaire : environ 31,71 pHz